# جدول‌های تک‌آهنگ‌ها و آلبوم‌های رقص بریتانیا
جدول تک‌آهنگ‌های رقص بریتانیا و جدول آلبوم‌های رقص بریتانیا، دو جدول موسیقی هستند که بر اساس فروش ترانه‌های سبک موسیقی رقص (مانند هاوس، ترنس، درام اند بیس، گاراژ، سینث‌پاپ) از طریق فروشگاه‌های موسیقی و دانلود دیجیتال، توسط شرکت جدول‌های رسمی در بریتانیا گردآوری می‌شوند. این جدول در وبگاه رادیو بی‌بی‌سی ۱ و وبگاه شرکت جدول‌های رسمی قابل مشاهده است. بایگانی موجود در وبگاه شرکت جدول‌های رسمی به ۳ ژوئیهٔ ۱۹۹۴، یعنی آغاز نخستین هفتهٔ گردآوری جدول بازمی‌گردد.